# Shadow Skill
Shadow Skill (яп. 影技 SHADOW SKILL Сядо Сукиру, «Искусство тени») — сёнэн-манга авторства Мэгуму Окады. Выпускалась издательствами Fujimi Shobo и Kodansha и выходила в журнале Monthly Dragon Jr. с 1992 по 1998 года. По мотивам манги были выпущены несколько OVA-серий и аниме-сериал, который транслировался по телеканалу TV Tokyo с 2 июля по 24 декабря 1998 года.

## Сюжет
Действие происходит в альтернативном мире, похожем на землю в эпоху начала нашей эры. Однако главное отличие заключается в том, что здесь существует магия, а сильнейшие волшебники и воины регулярно устраивают между собой поединки. Землями правят 4 разных государства, но самым могущественным считается королевство Курода, которое вот уже 2000 лет держит роль первенства. Курдианцы знамениты своей колоссальной физической силой и магическими способностями. По традиции сильнейший воин Куроды удостаивается звания Севаара, так впервые за всю историю королевства им становится женщина по имени Элле Рагу. Хотя со стороны она кажется легкомысленной и непринуждённой, на её плечи взвалено огромное бремя: она должна тренировать своего младшего брата Гау Бана, всё время сражаться с сильнейшими врагами государства и не проигрывать, в противном случае Эль опозорит честь Куроды, которая оставалась непобедимой вот уже 2000 лет.

## Список персонажей
Элле Рагу (яп. エレ・ラグ Эрэ Рагу)
Сэйю: Мэгуми Хаясибара
Главная героиня истории, 59 воин-севаар королевства Куруды и первая женщина, удостоенная данного звания. Получила звание в 14 лет, за 3 года по основных событий и известна как «мастер теней». Её родители умерли от болезни, которой заразилась и сама Эль, и должна была рано или поздно умереть, но её старший брат принимал участие в самых опасных заданиях, чтобы раздобыть деньги на лекарство и в результате подорвал своё здоровье. Из-за этого Эль терзает сильное чувство вины, так как она осознаёт, что брат сам был достоин звания воина севаара, но перестал быть воином из-за неё. Известна также как королева долгов, так как бесконечно находится в больших долгах. Непринуждённая и недальновидная боевая дева, преисполненная чувством чести воина. Любит много пить, а потом буянить, в результате разрушая новое здания и увеличивая свои долги. Однако на поле битвы становится серьёзной. В OVA-сериях имеет жёлтые волосы, в сериале — рыжие.
Гау Бан (яп. ガウ・バ)
Сэйю: Акио Мацуока
Приёмный брат Эль, курдианский воин. В детстве на его деревню напали бандиты и убили всех, включая родителей Гая. После этого он встретил Эль и решил следовать за ней. (В OVA-сериях после нападения бандитов Гау вёл против них партизанскую борьбу, и через год встретил Элле). Изначально он стал следовать за Элле, чтобы в удобный момент украсть её деньги, но увидев её силу, решил верно следовать за ней. В начале истории он значительно слабее Эль, но его сила быстро начинает возрастать, и к концу истории он становится наравне с Эль сильнейшим курдианским воином. Вступает в близкие отношения с Кюо Рю, но когда в девушку влюбляется Скриб, он объявляет себя соперником Гау, таким образом образовав любовный треугольник. По мере развития сюжета Гау становится центральным персонажем в сражениях.
Фолли (яп. フォウリィー Фуори)/Фаурик Мая Плазматиз (яп. フォウリンクマイヤー・ブラズマタイザ Бурадзуматайдза Форикумайа)
Сэйю: Юко Мидзутани
Спутница главных героев, дочь известного мага Суй Рэма, который был наставником Эль и погиб после сражения с ней. Изначально Фолли яростно ненавидела Эль и мечтала убить её, но после того, как та спасла её из пожара, у Фолли возникли противоречивые чувства, с одной стороны ненависть её не пропала, с другой стороны она благодарна ей за спасение и видела её тёплый и искренний характер. Позже они стали хорошими друзьями, их отношения сложились ближе к сестринским. Однако Фолли всё ещё не могла простить Эль за убийство и решила закончить с вопросом на честном поединке. Позже однако выясняется, что Эль вовсе не убивала Суй Рэма, а его убил другой ученик — Луи Франсиль, уже обессиленного после боя с Эль, чтобы стравить друг с другом Эль и Фолли и самому заполучить наследство и титул наставника. В манге показано, что до смерти отца она заключила брак в возрасте 15 лет. Среди главных героев самая мудрая и смышлёная. Имеет неплохой опыт в любовных отношениях. Физически слаба и в бою полностью полагается на магию.
Кюо Рю (яп. キュオ・リュー)
Сэйю: Икуэ Отани
До начала событий входила в группу охотников-септий, которые убивали демонов. Её дед — Джин Столла был лидером Фантома и самым великим из известных септиев. Однажды фантом попытался заполучить могущественного демона, но они не знали, что это был царь луны, который в результате уничтожил всю деревню охотников. Позже присоединяется к главным героям. Очень добрая и наивная, плохо понимает что-либо в любви, в частности, когда Скриб стал присылать ей любовные письма, она в упор не понимала их смысл. Не обладает особыми боевыми навыками, но достаточно слабо знает технику поимки демона, которую ещё долгое время должна оттачивать. Позже она узнаёт, что король Куроды Иба Столла был братом покойного деда. Он лично посетил Кюю Рю, чтобы обещать ей, что будет защищать её, пока та не найдёт себе близкого человека, который будет готов любить и защищать её.
Диаз Рагу (яп. ディアス・ラグ Дии-асу ра-гу)
Сэйю: Мицуру Миямото
Старший брат Эль. Был одним из сильнейших курдианских воинов и главным кандидатом на звание сивальдца. Также был известен крайней жестокостью в борьбе с врагами, за что получил прозвище «Чёрное крыло». Когда его родители умерли от болезни, а младшая сестра Эль заболела той же болезнью, он решил во что бы то ни стало вылечить её и принимал участия в самых тяжёлых и опасных заданиях, чтобы раздобыть побольше денег на лекарство. Диаз сумел спасти свою сестру, однако его здоровье было настолько сильно подорвано, что он был вынужден отказаться от мечты стать сивальдцем и отойти от сражений. В результате 58 сивальдцем стал Каин Фаланги. Он решил остаться жить в родном городе Блорахане, где его периодически посещают Эль с Гау. Однако несмотря на спокойную жизнь, его самостояние продолжало ухудшаться и Диаз стал постепенно терять зрение. Несмотря на свои недуги, он остаются сильнейшим воином и в нужных ситуациях помогал главным героям. В борьбе с ангелом Даркнессом, он сумел победить, однако его раны были настолько велики, что Диаз умер, но при этом остался стаять на ногах. Даркнесс запечатал душу Диаза в своём глазу, пока Кай Шинкс не восстановит своё тело. В конце истории появляется в образе ангела, чтобы помочь Гау в сражении.
Вай-Лоу (яп. ヴァイ・ロー Вай-Ро)
Сэйю: Каппэй Ямагути
57 севаар Куроды, сильнейший воин, известен также как Скарфейс (от англ. лицо со шрамом), стал севааром в возрасте 16 лет, когда одержал победу на 55-м севааром Эвой Строллом. Играет важную роль в развитии Гау, подталкивая его на совершенство и дальнейшие тренировки. Выступает в роли наблюдателя за главными героями.
Скриб Ловенгрен (яп. スクリーブ・ローエングリン Скрибэ Лоэнгурин)
Сэйю: Каппэй Ямагути
Ученик короля Куроды, является ровесником Гау. Плохо относится к Эль, так как считает её слишком грубой, утверждая, что девушки должны быть изящными и заниматься домашним хозяйством. Но когда сталкивается с Кюо, влюбляется в неё с первого взгляда и начинает каждый день присылать любовные письма, но когда узнаёт, что с ней рядом живёт Гау (который читал любовные письма), невзлюбил его и объявил соперником. На первом сражении они сражались половину суток, но в результате вышла ничья. На втором сражении Гау одержал уверенную победу, срубив Скриба с одного удара. В результате Скриб признал за собой поражение и подарил Гау свои красные серьги, прося, чтобы тот позаботился о Кюо.
Кайн Фаланкс (яп. カイン・ファランクス Каин Фаранкусу)
Сэйю: Кодзи Цудзитани
58-й севаар-отступник. Известен как «J». Из-за своей колоссальной силы, потерял рассудок и решил уничтожить Куроду. Во время боя впадает в состояние безумия, сражаясь как берсерк. Позже выясняется, что он уже 3 года назад умер, но поддерживал жизнь за счёт тёмных печатей, чей срок рано и поздно должен был истечь, в результате его побеждает Гау, а сам Кайн рассыпается на печати. Некоторые из них забирает Гау, через которых дух Кайна поможет ему в финальном сражении.

## Медиа
Манга выла создана Мэгуму Окадой и начала выпускаться с 1992 года. В 1995 году была выпущена OVA-серия длительностью в 52 минуты (здесь Ель имеет жёлтые волосы и сиреневый костюм). В 1995 году был выпущен короткий OVA-сериал в 3 серии длительностью по 25 минут; 3 серии иногда упоминаются как полнометражный фильм. В 1998 году был выпущен аниме-сериал под названием Shadow Skill - Eigi (яп. 影技～えいぎ Сядо Сукиру эй-ги), который транслировался по телеканалу TV Tokyo с 2 июля по 24 декабря 1998 года. В 2003 году была создана ещё одна OVA-серия, выполненная в 3D-графике. Здесь у Ель снова жёлтые волосы.

## Критика
По мнению представителей сайта Anime News Network, сериал в общем получился интересным, хотя явно видно, что сериал слабо сосредоточен на сюжете, делая перевес на боевые искусства. Таким образом его создавали изначально для поклонников жанра. Сам сериал получился интересным, но ему не хватает развития сюжета, которое необходимо для создания великолепного аниме.